# Kopfstoßen
Unter Kopfstoßen versteht man in verschiedenen Sportarten den Einsatz des Kopfes zum Angriff auf den Gegner oder zu dessen Behinderung. In der Regel gilt eine solche Aktion als Vergehen:
- Im Boxsport gilt es als Foul[1]
- Im Radsport gilt Kopfstoßen im Straßen- und Bahnradsport schon immer als Regelverstoß, abweichend davon war es im Keirin bis einige Jahre vor 2010 erlaubt, wurde aber durch Regeländerung verboten.

Nicht zu verwechseln sind diese Stöße mit dem Kopfballspiel im Fußball, das teilweise auch „Kopfstoß“ genannt wird. Allerdings wird ein tatsächlicher Kopfstoß gegen den Gegner in der Regel mit der Roten Karte geahndet.